# Геологическая эпоха
Геологическая эпоха (геологический отдел) — единица геохронологической шкалы, часть геологического периода, подразделяется на геологические века.

## Описание
В стратиграфии соответствует геологическому отделу, то есть геологическая эпоха — это тот промежуток времени в палеонтологической и геологической истории Земли, в течение которого отложился или образовался слой пород, образующих соответствующий геологический отдел.
Длительность большинства эпох — 10—30 млн лет.
Текущая геологическая эпоха — голоцен, начавшийся около 12 тысяч лет назад с концом последнего ледникового максимума. Несмотря на совсем недавнее в геологических масштабах начало последней эпохи, некоторые учёные предлагают время, с которого деятельность человека начала оказывать серьёзное воздействие на окружающую среду, выделить в отдельную новую эпоху — антропоцен.